# Fernandezina pelta
Fernandezina pelta is een spinnensoort uit de familie Palpimanidae. De soort komt voor in Brazilië.